# Reiner Schöne
Reiner Schöne (Fritzlar, 19 gennaio 1942) è un attore tedesco.

## Biografia
È conosciuto principalmente per aver interpretato Dukhat in Babylon 5 e il Dio Anziano Shinnok in Mortal Kombat - Distruzione totale. 
Inoltre è la voce di Optimus Prime nel doppiaggio tedesco della saga di Transformers diretta da Michael Bay e ha ripreso in seguito il ruolo nei due film reboot diretti da Travis Knight.

## Vita privata
Dal 2010 Schöne è sposato con Anja Drendel con cui ha avuto due figlie.

## Filmografia parziale

### Cinema
- Wir lassen uns scheiden, regia di Ingrid Reschke (1968)
- 12 Uhr mittags kommt der Boß (1969)
- È tornato Sabata... hai chiuso un'altra volta!, regia di Gianfranco Parolini (1971)
- Zwei himmlische Dickschädel, regia di Werner Jacobs (1974)
- Assassinio sull'Eiger (The Eiger Sanction), regia di Clint Eastwood (1975)
- Change, regia di Bernd Fischerauer (1975)
- Anita Drögemöller und die Ruhe an der Ruhr, regia di Alfred Vohrer (1976)
- Götz von Berlichingen mit der eisernen Hand, regia di Wolfgang Liebeneiner (1979)
- Il racconto dell'ancella (The Handmaid's Tale), regia di Volker Schlöndorff (1990)
- Mortal Kombat - Distruzione totale (Mortal Kombat: Annihilation), regia di John R. Leonetti (1997)
- Crash Dive, regia di Andrew Stevens (1979)
- Wasted in Babylon (1999)
- Otto - Der Katastrofenfilm, regia di Otto Waalkes (2000)
- Detective Lovelorn und die Rache des Pharao, regia di Thomas Frick (2002)
- Der Wannsee-Mörder, regia di Jörg Lühdorff (2002)
- (T)Raumschiff Surprise - Periode 1, regia di Michael Herbig (2004)
- Snowman's Land, regia di Tomasz Thomson (2010)
- Teufelskicker, regia di Granz Henman (2010)
- Immortals, regia di Tarsem Singh Dhandwar (2011)
- Priest, regia di Scott Stewart (2011)
- Das Kind, regia di Zsolt Bács (2012)
- Die vierte Macht, regia di Dennis Gansel (2012)
- Herbert, regia di Thomas Stuber (2015)
- Jim Knopf und Lukas der Lokomotivführer, regia di Dennis Gansel (2018)
- Jim Knopf und die Wilde 13, regia di Dennis Gansel (2020)

### Televisione
- Trick 17 B (1966)
- Hauptsache Minister (1969)
- Scher Dich zum Teufel, mein Engel (1970)
- Die Messe der erfüllten Wünsche (1971)
- Motiv Liebe - serie TV, episodio 2x01 (1972)
- Lokaltermin - serie TV, episodio 1x07 (1973)
- Okay S.I.R. - serie TV, episodio 14 (1973)
- Aufs Kreuz gelegt (1974)
- Tatort, regia di Thomas Fantl (1974) - film TV
- Les grands détectives - serie TV (1975)
- Anita Drogemöller und die Ruhe an der Ruhr (1976)
- Der Winter, der ein Sommer war, regia di Fritz Umgelter (1976)
- Drei Mann auf einem Pferd (1978)
- Ehrlich währt am längsten (1978)
- Götz von Berlichingen mit der eisernen Hand, regia di Wolfgang Liebeneiner (1979)
- Der Aufsteiger (1981)
- Wunderland, regia di Bob Rooyens (1983) - film TV
- Un caso per due (Ein Fall für zwei) - serie TV, episodio 4x04 (1984)
- Sterne fallen nicht vom Himmel (1985)
- Detektivbüro Roth - serie TV (1986)
- Return to Treasure Island - serie TV, 10 episodi (1986)
- Simon & Simon - serie TV, episodio 6x05 (1986)
- Top Secret (Scarecrow and Mrs. King) - serie TV, episodio 4x11 (1986)
- Amerika - serie TV, 6 episodi (1987)
- The Gunfighters, regia di Clay Borris (1987) - film TV
- Love and Betrayal (1989)
- California (Knots Landing) - serie TV (1990)
- China Beach - serie TV (1990)
- Due come noi (Jake and the Fatman) - serie TV, episodio 4x04 (1990)
- MacGyver - serie TV, episodio 6x05 (1990)
- Star Trek: The Next Generation - serie TV, episodio 3x18 (1990)
- Matlock - serie TV, episodi 4x19-6x12-6x13 (1990)
- In famiglia e con gli amici (Thirtysomething) - serie TV, episodio 4x19 (1991)
- Der Fotograf oder Das Auge Gottes (1992)
- Tarzán - serie TV (1992)
- Eurocops - serie TV episodio 6x07 (1993)
- Glückliche Reise – Kanada - serie TV, episodio 2x08 (1993)
- La signora in giallo (Murder, She Wrote) - serie TV, episodio 10x04 (1993)
- Nobody's Children, regia di David Wheatley (1994) - film TV
- La casa del guardaboschi (Forsthaus Falkenau) - serie TV, episodio 6x11 (1995)
- Legend - serie TV (1995)
- Heimatgeschichten (1996)
- Un dottore tra le nuvole (Der Bergdoktor) - serie TV, episodio 4x11 (1996)
- Agguato in fondo al mare (1997)
- Babylon 5 - serie TV, episodio 4x09 (1997)
- The Big Easy - serie TV, episodio 2x03 (1997)
- Babylon 5 - In principio (Babylon 5: In the Beginning), regia di Michael Vejar (1998) - film TV
- Herzflimmern (1998)
- Rosamunde Pilcher - serie TV, episodio 25 (1999)
- I viaggiatori (Sliders) - serie TV, episodi 4x09 -4x18 (1999)
- Die Todesgrippe von Köln (1999)
- Götterdämmerung - Morgen stirbt Berlin, regia di Joe Coppoletta (1999) - film TV
- My Little Assassin (1999)
- Aeon - Countdown im All (2000)
- Batman of the Future (Batman Beyond) - serie animata (2000) - voce
- I magnifici sette (The Magnificent Seven) - serie TV, episodio 2x11 (2000)
- Jack & Jill - serie TV (2000)
- JAG - Avvocati in divisa (JAG) - serie TV, episodio 6x08 (2000)
- Die rote Meile (2001)
- In tribunale con Lynn (Family Law) - serie TV (2001)
- Null Uhr 12 (2001)
- St. Angela - serie TV, episodio 7x06 (2001)
- Stern der Liebe (2001)
- Inspektor Rolle - serie TV, episodio 1x01 (2002)
- Karl-May-Spiele: Im Tal des Todes (2002)
- Pretend You Don't See Her, regia di René Bonnière (2002) - film TV
- 14º Distretto (Großstadtrevier) - serie TV, episodio 15x12 (2002)
- Edel & Starck - serie TV, episodi 1x07-2x10 (2003)
- Fast perfekt verlobt (2003) - film TV
- Ice Planet, regia di Winrich Kolbe (2003) - film TV
- Die Rosenheim-Cops - serie TV, episodio 3x04 (2004)
- Law & Order - I due volti della giustizia (Law & Order) - serie TV, episodio 14x17 (2004)
- Paradiso rubato (Ums Paradies betrogen), regia di Stefan Bartmann (2005) - miniserie
- Siehst du mich? (2005)
- 5 stelle (Fünf Sterne) - serie TV, 33 episodi (2005)
- Arme Millionäre - serie TV, episodi 2x06-2x08 (2006)
- Auf ewig und einen Tag, regia di Markus Imboden (2006)
- Incontriamoci al Soul Club (2008)
- Die Trickser (2009)
- In aller Freundschaft - serie TV, 3 episodi (2009)
- Squadra speciale Lipsia (SOKO Leipzig) - serie TV, un episodio (2009)
- Das blaue Licht, regia di Carsten Fiebeler (2010)
- Le indagini di padre Castell (Ihr Auftrag, Pater Castell) - serie TV, episodio 3x01 (2010)
- Last Cop - L'ultimo sbirro (Der letzte Bulle) - serie TV, episodio 2x11 (2011)
- Neue Chance zum Glück (2011) - film TV
- Rookie - Fast platt, regia di Tommy Krappweis
- Erik Haffner (2011) - film TV
- Squadra Speciale Colonia (SOKO Köln) - serie TV, episodio 8x11-20x03 (2010, 2021)
- Squadra Speciale Stoccarda (SOKO Stuttgart) - serie TV, episodio 2x20 (2011)
- Die Reichsgründung, regia di Bernd Fischerauer (2012)
- Hamburg Distretto 21 (Notruf Hafenkante) - serie TV, episodio 7x24 (2013)
- Inga Lindström - serie TV, episodi 1x01-11x01 (2014)
- Die Dienstagsfrauen – Sieben Tage ohne, regia di Olaf Kreinsen (2014) - film TV
- Hotel Heidelberg: Kommen und Gehen, regia di Michael Rowitz (2016) - film TV
- La nave dei sogni (Das Traumschiff) - serie TV, episodio 1x75 (2016)
- Einstein - serie TV, 7 episodi (2016-2017)
- Circle of Life (Familie Dr. Kleist) - serie TV, episodi 7x11-9x14 (2018)
- Ella Schön - serie TV, 6 episodi (2018-2022)
- Soko 5113 (Soko München) - serie TV, episodio 44x09 (2019)
- Hubert ohne Staller - serie TV, episodio 8x08 (2019)
- Beck is Back! - serie TV, 3 episodi (2019)
- Tatort: Borowski und das Haus am Meer, regia di Niki Stein (2019)
- La nave dei sogni - Viaggio di nozze (Kreuzfahrt ins Glück) - serie TV, episodio 1x31 (2020)
- Katakomben - serie TV (2021)
- Faking Hitler - miniserie, regia di Tobi Baumann e Wolfgang Groos (2021)
- Wilsberg - serie TV, episodio 74 (2021)

## Doppiatori italiani
Nelle versioni in italiano delle opere in cui ha recitato, Reiner Schöne è stato doppiato da:
- Massimo Lodolo in Simon & Simon
- Giorgio Piazza in È tornato Sabata...hai chiuso un'altra volta!
- Stefano De Sando in Einstein